# Operación Dinamo
La evacuación de Dunkerque o el milagro de Dunkerque —nombre en clave: Operación Dinamo— fue una operación de evacuación de las tropas aliadas del territorio francés durante la Segunda Guerra Mundial. Tuvo lugar en Dunkerque (Francia) a finales de mayo de 1940, y fue ideada, planificada y organizada por el almirante Bertram Home Ramsay y con apoyo del mariscal británico y comandante en jefe de la Fuerza Expedicionaria Británica (BEF), John Vereker Gort. La operación comenzó después de que un gran número de tropas belgas, británicas y francesas quedaran aisladas y rodeadas por tropas alemanas durante las seis semanas que duró la Batalla de Francia (después de que Francia fuera derrotada por el ejército alemán). En un discurso ante la Cámara de los Comunes, el primer ministro británico Winston Churchill lo calificó de «desastre militar colosal», afirmando que «toda la raíz, el núcleo y el cerebro del ejército británico» habían quedado varados en Dunkerque y parecían a punto de perecer o ser capturados. En su discurso «Lucharemos en las playas» del 4 de junio, saludó su rescate como un «milagro de liberación». La operación permitió rescatar a más de 230 000 soldados británicos y 100 000 franceses y belgas, convirtiéndose en la mayor evacuación militar de la historia.

## Antecedentes

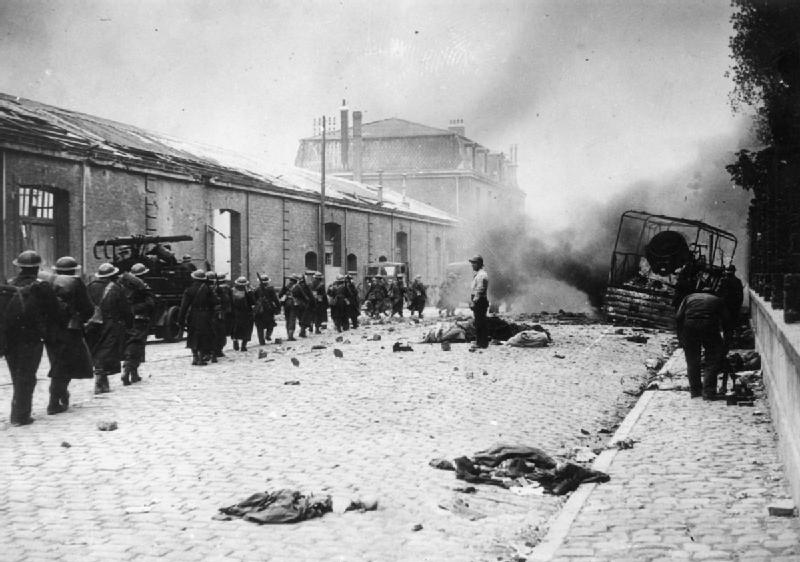
Soldados británicos pasando delante de un bombero francés, un camión incendiado y víctimas de un bombardeo de la Luftwaffe en Dunkerque.

En septiembre de 1939, después de que Alemania invadiera Polonia, el Reino Unido desembarcó en Cherburgo, Nantes y Saint-Nazaire a la Fuerza Expedicionaria Británica (BEF) para ayudar en la defensa de Francia. En mayo de 1940, la fuerza constaba de diez divisiones en tres cuerpos bajo el mando del general John Vereker, 6.º vizconde Gort, además del apoyo proporcionado por el Ejército belga y los ejércitos franceses Primero, Séptimo y Noveno.
En la década de 1930, los franceses habían construido la línea Maginot, una serie de fortificaciones a lo largo de su frontera con Alemania. Esta línea se había diseñado para disuadir una posible invasión alemana a través de la frontera franco-alemana y canalizar un ataque hacia Bélgica, a la que podrían hacer frente las mejores divisiones del Ejército francés. Así, cualquier guerra futura tendría lugar fuera del territorio francés, lo que evitaría una repetición de la Primera Guerra Mundial. El área inmediatamente al norte de la línea Maginot estaba cubierta por la región de las Ardenas, densamente arbolada, que el general francés Philippe Pétain declaró «impenetrable» siempre que se tomaran «disposiciones especiales», debido a su creencia de que cualquier fuerza enemiga que saliera del bosque sería vulnerable a un ataque en pinza y destruida. El comandante en jefe francés, Maurice Gamelin, también creía que la zona representaba una amenaza limitada, señalando que «nunca favoreció las grandes operaciones». Teniendo esto en cuenta, la zona se dejó ligeramente defendida.
El plan inicial para la invasión alemana de Francia preveía un ataque de cerco a través de Países Bajos y Bélgica, lo que evitaría el paso por la línea Maginot. Erich von Manstein, entonces jefe de Estado Mayor del Grupo de Ejércitos A, preparó el esbozo de un plan diferente y lo presentó al Oberkommando des Heeres (OKH; Alto Mando alemán) a través de su superior, el Generaloberst Gerd von Rundstedt. El plan de Manstein sugería que las divisiones panzer atacaran a través de las Ardenas, luego establecieran cabezas de puente en el río Mosa y se dirigieran rápidamente hacia el canal de la Mancha, lo que permitiría que los alemanes cortaran así el paso a los ejércitos aliados en Bélgica. Esta parte del plan se conoció más tarde como el Sichelschnitt («corte de la hoz»). Adolf Hitler aprobó una versión modificada de las ideas de Manstein, hoy conocida como el Plan Amarillo, tras reunirse con él el 17 de febrero.
El 10 de mayo, Alemania invadió Bélgica y los Países Bajos. El Grupo de Ejércitos B, al mando del Generaloberst Fedor von Bock, atacó Bélgica, mientras que los tres cuerpos panzer del Grupo de Ejércitos A, al mando de Rundstedt, giraron hacia el sur y se dirigieron hacia el canal de la Mancha. La BEF avanzó desde la frontera belga hasta posiciones a lo largo del río Dyle dentro de Bélgica, donde a partir del 10 de mayo lucharon contra elementos del Grupo de Ejércitos B. Sin embargo, el 14 de mayo se les ordenó iniciar una retirada hacia el río Escalda cuando las posiciones belgas y francesas en sus flancos no resistieron. Durante una visita a París el 17 de mayo, el primer ministro Winston Churchill se sorprendió al enterarse por Gamelin de que los franceses habían comprometido todas sus tropas en los combates en curso y no tenían reservas estratégicas. El 19 de mayo, Gort se reunió con el general francés Gaston Billotte, comandante del Primer Ejército francés y coordinador general de las fuerzas aliadas. Billotte reveló que los franceses no tenían tropas entre los alemanes y el mar. Gort vio inmediatamente que la evacuación a través del canal era el mejor curso de acción, y comenzó a planear una retirada a Dunkerque, el lugar más cercano con buenas instalaciones portuarias. Rodeada de pantanos, esta ciudad contaba con antiguas fortificaciones y una playa de arena muy larga donde podían reunirse grandes grupos. El 20 de mayo, por sugerencia de Churchill, el Almirantazgo comenzó a preparar todos los buques pequeños disponibles para dirigirse a Francia. Tras continuos enfrentamientos y un intento fallido de los Aliados el 21 de mayo en Arras de cortar la punta de lanza alemana, la BEF quedó atrapada, junto con los restos de las fuerzas belgas y los tres ejércitos franceses, en una zona a lo largo de la costa del norte de Francia y Bélgica.

## Preludio
Sin informar a los franceses, el 20 de mayo los británicos empezaron a planear la Operación Dinamo, la evacuación de la BEF, dirigida por el vicealmirante Bertram Ramsay en el cuartel general naval bajo el castillo de Dover, desde donde informó a Churchill mientras el plan se ponía en marcha. Con el fin de llevar a cabo la evacuación, se empezaron a reunir barcos en el puerto de Dover. El 20 de mayo, la BEF envió al brigadier Gerald Whitfield a Dunkerque para empezar a evacuar al personal innecesario. Abrumado por lo que más tarde describió como «un movimiento algo alarmante hacia Dunkerque por parte de los oficiales como de los soldados», debido a la escasez de alimentos y agua, tuvo que enviar a muchos sin comprobar minuciosamente sus credenciales. Incluso oficiales a los que se había ordenado quedarse para ayudar en la evacuación fueron devueltos en los barcos.
El 22 de mayo, Churchill ordenó a la BEF atacar hacia el sur en coordinación con el Primer Ejército francés al mando del general Georges Blanchard para volver a conectar con el resto de las fuerzas francesas, acción bautizada como Plan Weygand en honor al general Maxime Weygand, nombrado comandante supremo tras la destitución de Gamelin el 18 de mayo. El 25 de mayo, Gort tuvo que abandonar toda esperanza de alcanzar este objetivo y se retiró por iniciativa propia, junto con las fuerzas de Blanchard, detrás del canal del Lys, parte de un sistema de canales que llegaba hasta el mar en Gravelines. En ese momento ya se habían abierto compuertas a lo largo de todo el canal para inundar el sistema y crear una barrera (la línea del canal) contra el avance alemán.

### Batalla de Dunkerque

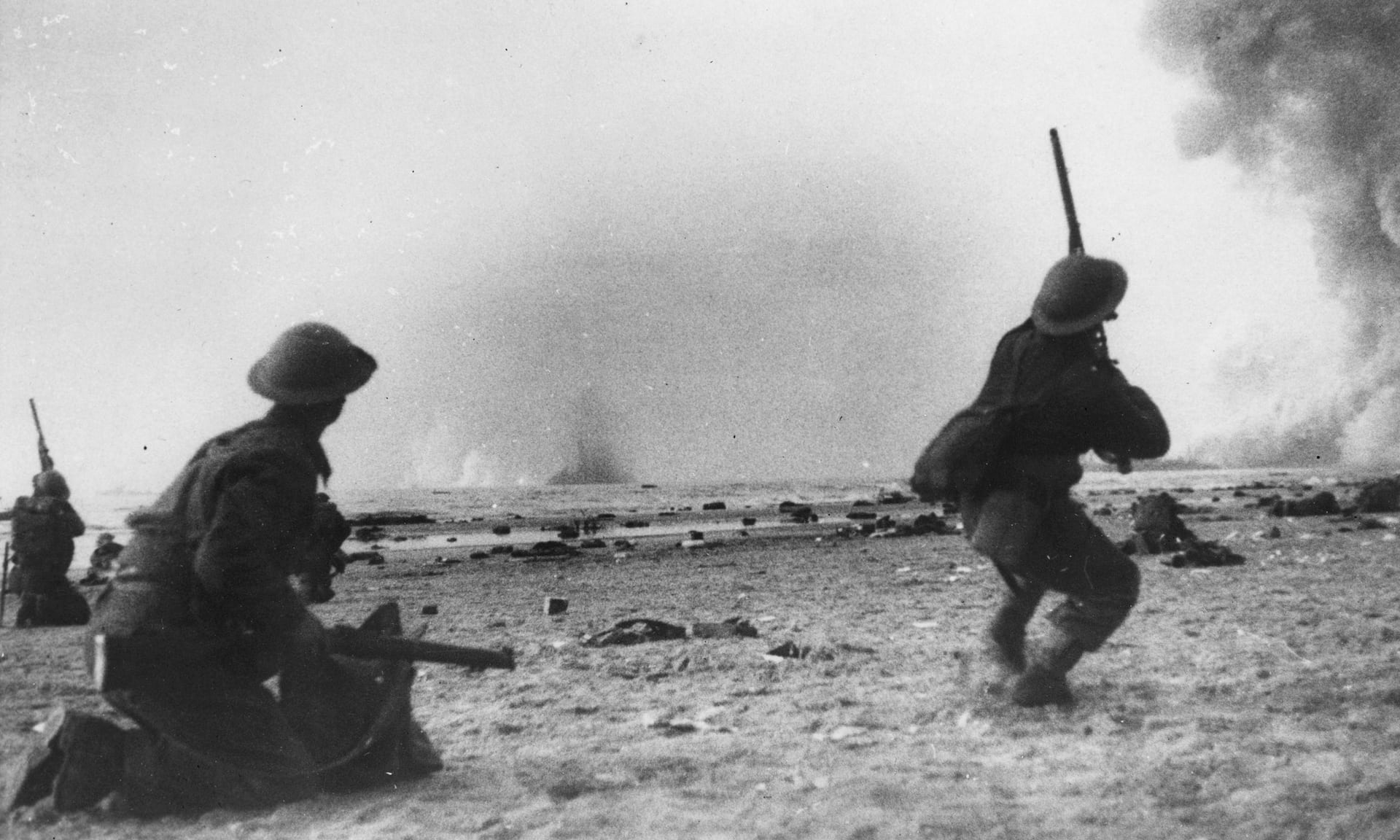
Soldados aliados ametrallados y bombardeados por la aviación alemana mientras esperan el transporte.

El 24 de mayo, los alemanes capturaron el puerto de Boulogne y rodearon Calais. Los ingenieros de la 2.ª División Panzer, al mando del Generalmajor Rudolf Veiel, construyeron cinco puentes sobre la línea del canal, mientras que un solo batallón británico impedía el paso a Dunkerque. El 23 de mayo, a sugerencia del comandante del 4.º Ejército, el Generalfeldmarschall Günther von Kluge, Rundstedt ordenó a las unidades panzer que se detuvieran, preocupado por la vulnerabilidad de sus flancos y la cuestión del suministro a sus tropas de vanguardia. Además, le inquietaba el terreno pantanoso de los alrededores de Dunkerque, inadecuado para sus tanques, que deseaba conservarlos para operaciones posteriores —en algunas unidades, las pérdidas de blindados fueron del 30-50%—. Hitler también estaba preocupado, y el 24 de mayo, en una visita al cuartel general del Grupo de Ejércitos A, refrendó la orden.
El Mariscal del Aire Hermann Göring instó a Hitler a dejar que la Luftwaffe, ayudada por el Grupo de Ejércitos B, acabara con los británicos, para consternación del general Franz Halder, quien anotó en su diario que dicha fuerza aérea dependía del tiempo y que las tripulaciones estaban agotadas después de dos semanas de batalla. Rundstedt emitió otra orden, enviada sin codificar, que fue interceptada por la red de inteligencia del servicio Y de la Royal Air Force (RAF) a las 12:42: «Por orden del Führer... el ataque al noroeste de Arras se limitará a la línea general Lens-Bethune-Aire-St Omer-Gravelines. No se cruzará el Canal». Más tarde ese mismo día, Hitler emitió la Directiva 13, que ordenaba a la Luftwaffe que acabara con las fuerzas aliadas atrapadas e impidiera su huida. A las 15:30 del 26 de mayo, Hitler ordenó a los grupos panzer que continuaran su avance, pero la mayoría de las unidades tardaron otras dieciséis horas en atacar. Algunos relatos citan a Hitler diciendo que permitió deliberadamente que los británicos escaparan. El retraso dio tiempo a los aliados a preparar defensas vitales para la evacuación e impidió a los alemanes detener la retirada aliada de Lille.
La orden de alto ha sido objeto de muchas discusiones por parte de los historiadores. Guderian consideró que no ordenar un asalto a Dunkerque a tiempo fue uno de los principales errores alemanes en el frente occidental. Rundstedt lo calificó como «uno de los grandes puntos de inflexión de la guerra», y Manstein lo describió como «uno de los errores más críticos de Hitler». B. H. Liddell Hart entrevistó a muchos de los generales después de la guerra y elaboró una imagen del pensamiento estratégico de Hitler al respecto, quien al parecer creía que una vez que las tropas británicas abandonaran la Europa continental, nunca volverían.

## Evacuación

### 26-27 de mayo

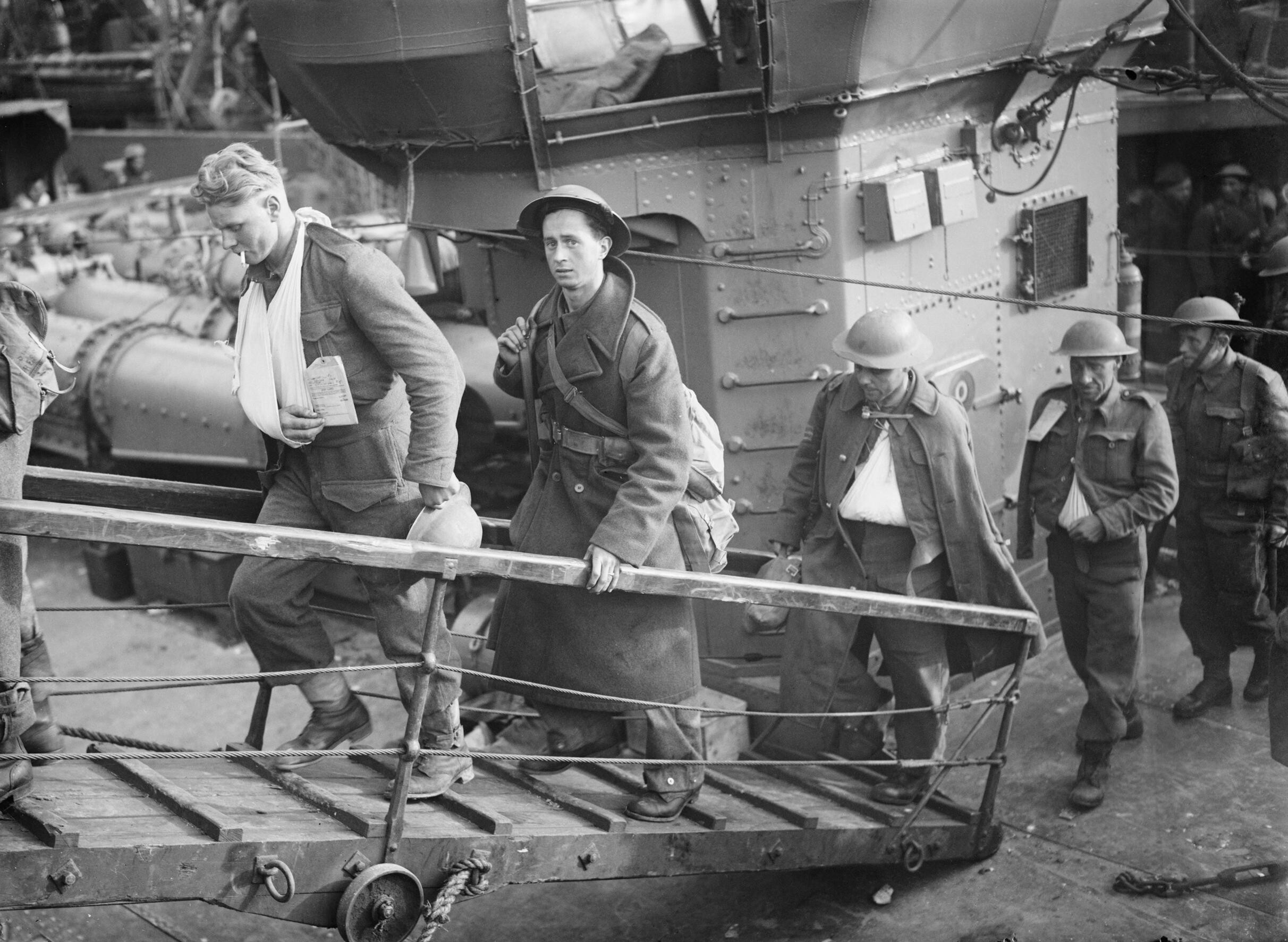
Tropas evacuadas de Dunkerque llegan a Dover, 31 de mayo de 1940

La retirada se llevó a cabo en medio del caos, con vehículos abandonados que bloqueaban las carreteras y una avalancha de refugiados que se dirigían en dirección contraria. Debido a la censura de guerra y al deseo de mantener alta la moral británica, inicialmente no se dio atención mediática a la magnitud del desastre de Dunkerque. El 26 de mayo se celebró en la abadía de Westminster una misa especial a la que asistió el rey Jorge VI y que fue declarada día nacional de oración. Ese día, el arzobispo de Canterbury dirigió oraciones «por nuestros soldados en grave peligro en Francia», y se ofrecieron oraciones similares en sinagogas e iglesias de todo el Reino Unido, lo que confirmaba al público su sospecha de la desesperada situación de las tropas.  Poco antes de las 19:00 del 26 de mayo, Churchill ordenó el inicio de Dinamo, momento en el que ya habían partido veintiocho mil hombres.  Los planes iniciales preveían el rescate de cuarenta y cinco mil soldados de la BEF en dos días, momento en el que se esperaba que las tropas alemanas bloquearan la evacuación. Sin embargo, sólo veinticinco mil hombres escaparon durante este período, incluyendo 7669 el primer día.
El 27 de mayo, el primer día completo de la evacuación, las tropas aliadas contaban con un crucero, ocho destructores y otras veintiséis embarcaciones. Los oficiales del Almirantazgo buscaron en los astilleros cercanos embarcaciones pequeñas que pudieran transportar al personal desde las playas a embarcaciones más grandes en el puerto, así como buques más grandes que pudieran cargar desde los muelles. El 31 de mayo, casi cuatrocientas embarcaciones pequeñas participaban voluntariamente y con entusiasmo en la operación.
El mismo día, la Luftwaffe bombardeó Dunkerque, tanto la ciudad como las instalaciones portuarias, donde se calcula que murieron mil civiles, aproximadamente un tercio de la población restante de la ciudad. Además, debido a la falta de suministro de agua, los incendios causantes no pudieron ser sofocados. En consecuencia, se ordenó a los escuadrones de la RAF que proporcionaran supremacía aérea a la Royal Navy durante la evacuación, por lo que sus esfuerzos pasaron a cubrir Dunkerque y el canal de la Mancha, lo que protegía a la flota para garantizar la evacuación. El 27 de mayo, la Luftwaffe se enfrentó a dieciséis escuadrones de la RAF, que consiguieron treinta y ocho bajas mientras perdían catorce aviones, aunque muchos más cazas de la RAF sufrieron daños y fueron posteriormente dados de baja. En el bando alemán, los escuadrones Kampfgeschwader 2 (KG 2) y KG 3 sufrieron las mayores bajas, y las pérdidas ascendieron a veintitrés Dorniers Do 17. Los KG 1 y KG 4 bombardearon la playa y el puerto y el KG 54 hundió el vapor de ocho mil toneladas Aden. Además, los bombarderos en picado Junkers Ju 87 Stuka hundieron el buque de tropas Cote d' Azur. La Luftwaffe atacó Dunkerque en doce incursiones con trescientos bombarderos protegidos por quinientos cincuenta cazas, en las que se lanzaron quince mil bombas de alto poder explosivo y treinta mil incendiarias, que destruyeron los depósitos de petróleo y destrozaron el puerto. El Grupo N.º 11 de la RAF voló veintidós patrullas con doscientos ochenta y siete aviones ese día, en formaciones de hasta veinte aviones.
En total, se efectuaron más de tres mil quinientas salidas en apoyo a la Operación Dinamo. Si bien durante toda la semana la RAF siguió infligiendo una dura derrota a los bombarderos alemanes, los soldados que eran bombardeados y ametrallados mientras esperaban ser transportados ignoraban en su mayor parte estos esfuerzos para protegerlos, ya que la mayoría de los combates tenían lugar lejos de las playas. Como resultado, muchos combatientes británicos acusaron amargamente a los aviadores de no hacer nada para ayudar, lo que supuestamente llevó a algunas tropas del ejército a abordar e insultar al personal de la RAF una vez que regresaron a Inglaterra.
Los días 25 y 26 de mayo, la Luftwaffe centró su atención en las bolsas aliadas que resistían en Calais, Lille y Amiens, y no atacó Dunkerque. Calais, en poder de la BEF, se rindió el 26 de mayo. Los restos del Primer Ejército francés, rodeados en Lille, lucharon contra siete divisiones alemanas, varias de ellas acorazadas, hasta el 31 de mayo, cuando los treinta y cinco mil soldados restantes se vieron obligados a rendirse tras quedarse sin alimentos y municiones. Los alemanes concedieron los honores de guerra a los defensores de Lille en reconocimiento a su valentía.

### 28 de mayo-4 de junio

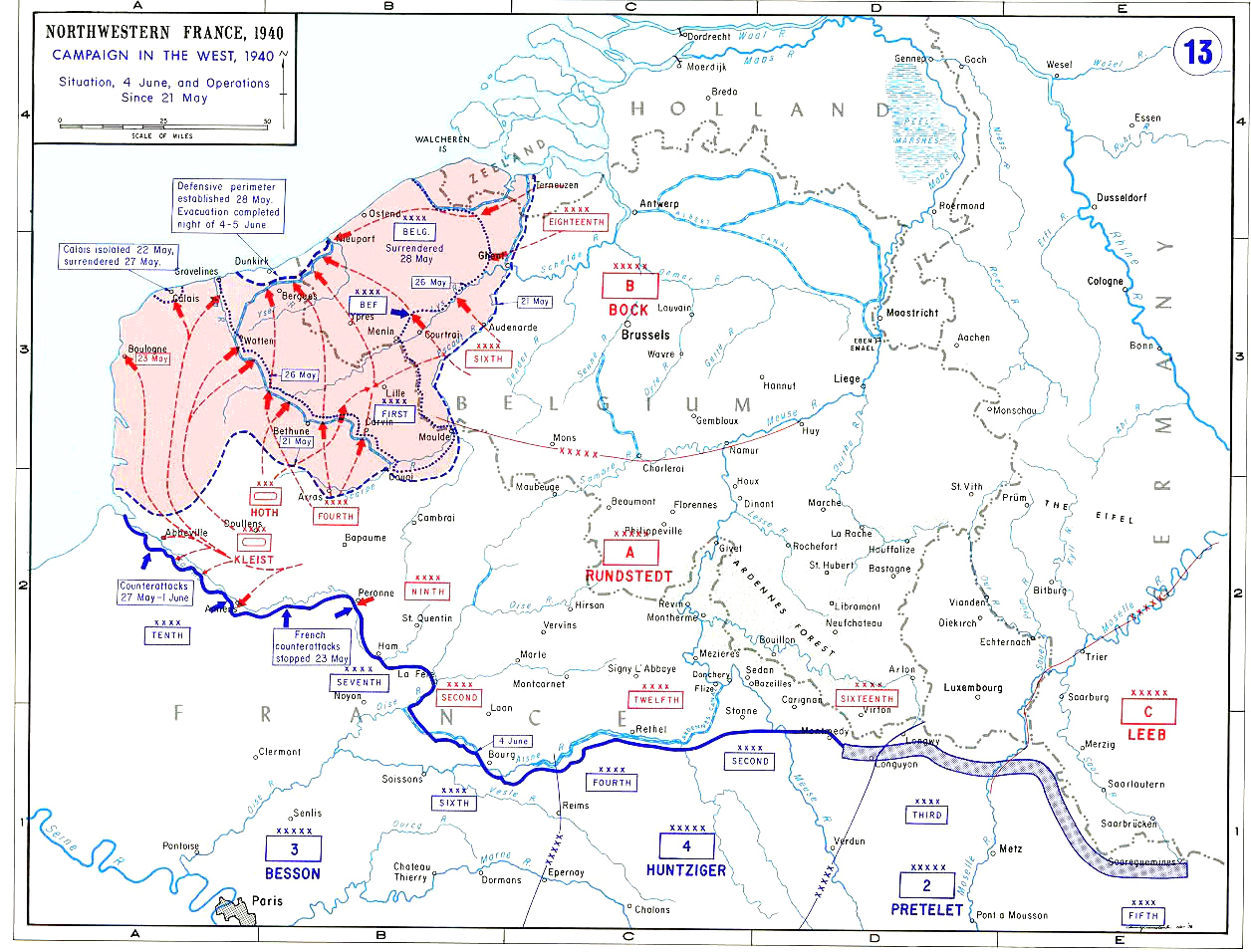
Situación el 4 de junio de 1940; la retaguardia francesa que quedaba mantenía una franja de terreno alrededor de Dunkerque.

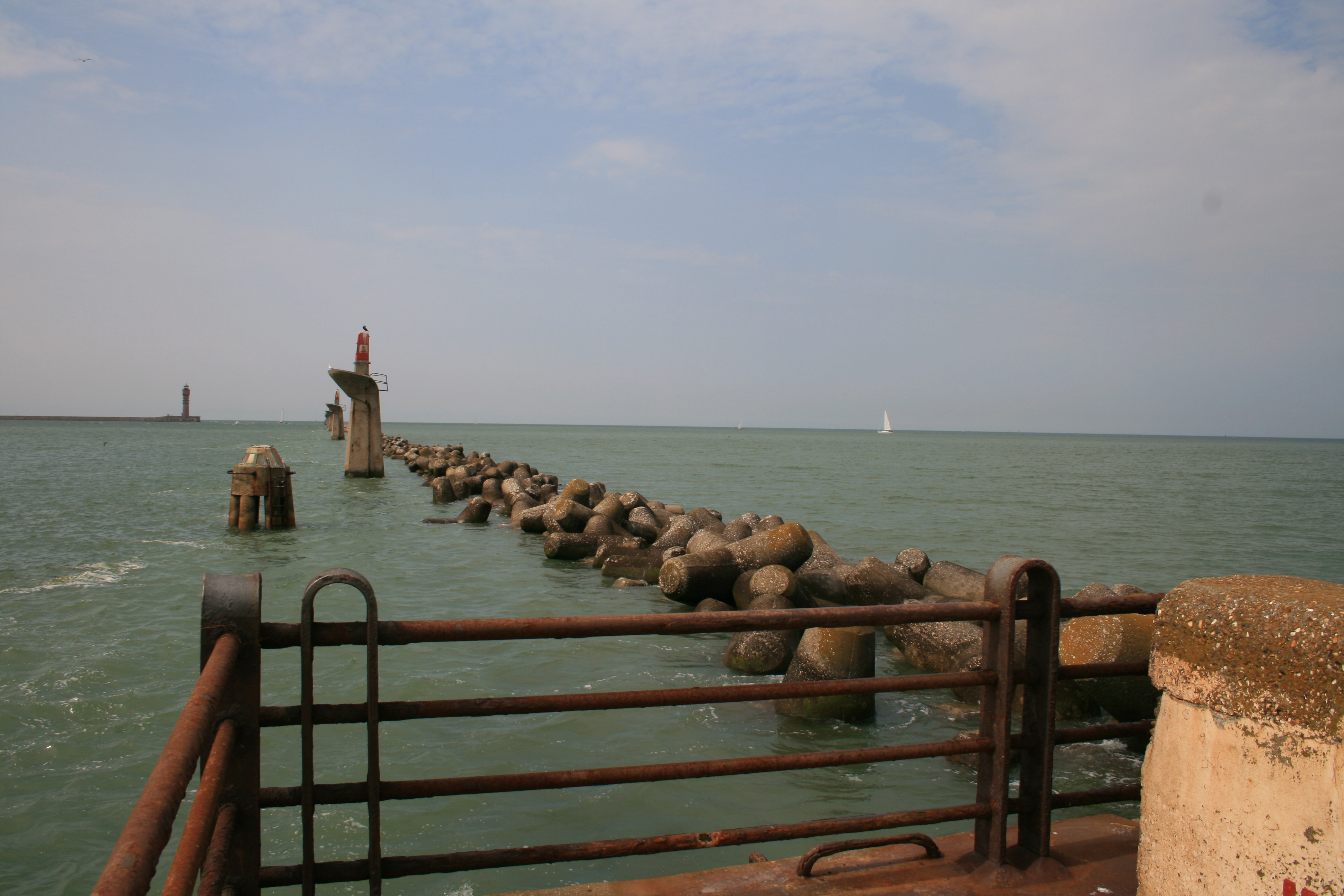
Espigón este (2009)

El 28 de mayo el ejército belga se rindió, lo que provocó un gran hueco al este de Dunkerque, que varias divisiones británicas se apresuraron a cubrirlo. Ese día, la Luftwaffe voló menos salidas sobre Dunkerque, debido al cambio de atención a los puertos belgas de Ostende y Nieuwpoort. Las condiciones meteorológicas sobre Dunkerque no eran propicias para el bombardeo en picado o a baja altura. La RAF voló once patrullas y trescientas veintiún  salidas, con la afirmación de la destrucción de veintitrés y la pérdida de trece aviones. El 28 de mayo, 17 804 soldados llegaron a los puertos británicos.
El 29 de mayo, cuarenta y siete mil trescientos diez soldados británicos fueron rescatados mientras los Ju 87 de la Luftwaffe causaban graves daños a la armada. El destructor británico HMS Grenade fue hundido y el francés Mistral quedó inutilizado, mientras que sus buques gemelos, cada uno cargado con quinientos hombres, resultaron dañados por impactos cercanos. Los destructores británicos Jaguar y Verity sufrieron graves daños pero lograron escapar del puerto. Además, dos arrastreros se desintegraron en el ataque. Más tarde, el vapor de pasajeros SS Fenella se hundió con seiscientos hombres a bordo en el muelle, aunque los supervivientes lograron bajar. El vapor de ruedas HMS Crested Eagle sufrió un impacto directo, se incendió y se hundió, lo que causó graves bajas. Los atacantes también destruyeron el SS Lorina y el SS Normannia, ambos buques de propiedad ferroviaria. De los cinco grandes ataques alemanes, sólo dos fueron interceptados por cazas de la RAF; los británicos perdieron dieciséis en nueve patrullas, mientras que las pérdidas alemanas ascendieron a once Ju 87 destruidos o dañados.
El 30 de mayo, Churchill recibió la noticia de que todas las divisiones británicas estaban ahora detrás de las líneas defensivas, junto con más de la mitad del Primer Ejército francés. Para entonces, el perímetro se extendía a lo largo de una serie de canales a unos 11 km de la costa, en un terreno pantanoso no apto para blindados. Con los muelles del puerto inutilizados por los ataques aéreos alemanes, el oficial naval de mayor rango, el capitán —más tarde almirante— William Tennant, ordenó inicialmente evacuar a los hombres de las playas. Sin embargo, al ser esto un esfuerzo demasiado lento y costoso, desvió a los evacuados a dos largos rompeolas de piedra y hormigón, llamados espigones este y oeste, así como a las playas. Si bien estos espigones no estaban diseñados para atracar barcos, la mayoría de las tropas rescatadas fueron sacadas de esta manera. Casi doscientos mil soldados embarcaron en barcos desde el espigón este, que se extendía casi una kilómetro y medio mar adentro, durante la semana siguiente. James Campbell Clouston, jefe de muelle en el espigón este, organizó y reguló el flujo de hombres a lo largo del espigón hasta los barcos que esperaban. Una vez más, las nubes bajas mantuvieron la actividad de la Luftwaffe al mínimo, si bien se montaron nueve patrullas de la RAF sin que se encontrara ninguna formación alemana. Al día siguiente la aviación alemana hundió un transporte y dañó otros doce, lo que supuso diecisiete bajas; los británicos declararon treinta y ocho, algo que es discutido. La RAF y el Fleet Air Arm perdieron veintiocho aviones.
Al día siguiente se embarcaron otros 53 823 hombres, incluidos los primeros soldados franceses. El 31 de mayo, Lord Gort y 68 014 hombres fueron evacuados, lo que dejó al mayor general Harold Alexander al mando de la retaguardia. Otros 64 429 soldados aliados partieron el 1 de junio, antes de que los crecientes ataques aéreos impidieran una nueva evacuación a plena luz del día. La retaguardia británica, compuesta por cuatro mil hombres, partió la noche del 2 al 3 de junio. Otros setenta y cinco mil soldados franceses fueron rescatados durante las noches del 2 al 4 de junio, antes de que la operación terminara definitivamente. El resto de la retaguardia, formada por cuarenta mil soldados franceses, se rindió el 4 de junio.
Del total de 338 226 soldados, varios centenares eran arrieros indios desarmados en destacamento del Real Cuerpo de Servicio del Ejército Indio, que formaban cuatro de las seis unidades de transporte de la Fuerza K-6, aunque también había arrieros chipriotas. En total, tres unidades fueron evacuadas con éxito y una capturada. Además, estuvieron presentes en Dunkerque un pequeño número de soldados franceses senegaleses y marroquíes.

## Balance

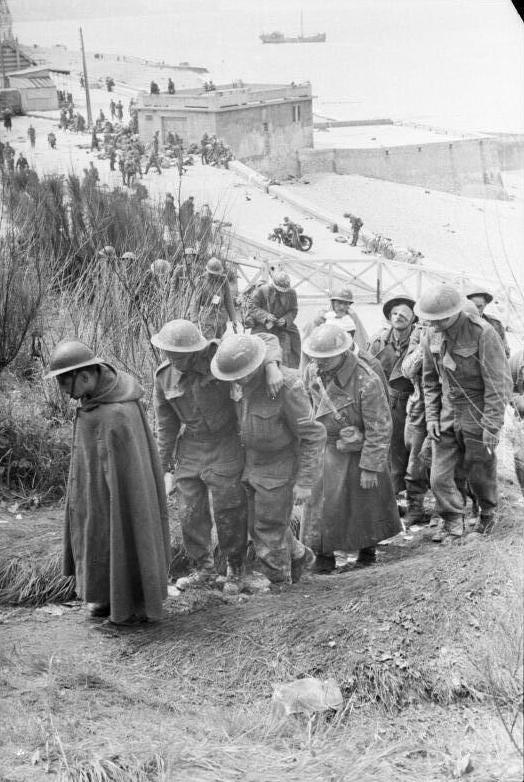
Prisioneros británicos y franceses en Veules-les-Roses (Francia), junio de 1940.

Las pérdidas materiales —armamento destruido o abandonado a los alemanes— habían sido cuantiosas. Sin embargo, en poco más de seis días, se había evacuado a un total de 338 872 combatientes, 215 787 de los cuales eran británicos y otros 123 095, belgas y franceses. Casi un centenar de carros de combate británicos Matilda Mark I y Matilda Mark II quedaron abandonados o destruidos en Dunkerque.
Desde aquel día, la operación fue bautizada como El Milagro de Dunkerque.

### Principales buques hundidos
Las pérdidas más importantes de la Armada Real británica fueron seis destructores:
- El Grafton, hundido por el U-62 el 29 de mayo.
- El Grenade, hundido en un ataque aéreo en el muelle este de Dunkerque el 29 de mayo.
- El Wakeful, hundido por un torpedo de una S-Boot de la Clase S-30 el 29 de mayo.
- El Basilisk, el Havant y el Keith, hundidos en un ataque aéreo el 1 de junio.

La Armada francesa, por su parte, perdió tres destructores:
- El Bourrasque, hundido por una mina en Nieuwpoort el 30 de mayo.
- El Sirocco, hundido por las S-Boot S-23 y S-26 el 31 de mayo.
- El Le Foudroyant, hundido en un ataque aéreo el 1 de junio.

## En la cultura popular
- La película Dunkerque (año 2017), dirigida por Christopher Nolan, se basa en la operación Dinamo. Nolan escribió el guion desde tres perspectivas distintas: tierra, mar y aire, con poco diálogo y buscando crear suspenso mediante los detalles. Cabe destacar que parte del rodaje se hizo en Dunkerque y que parte del material bélico usado en la película es real.
- La película Atonement (película) (año 2007), dirigida por Joe Wright, muestra la operación Dinamo durante el 31 de mayo y el 1 de junio de 1940 en Dunkerque.

### Citas
1. ↑  «Dunkerque, la retirada más famosa de la Segunda Guerra Mundial / nationalgeographic.com».
2. ↑  «Milagro en Dunkerque, como se lograron evacuar a más de 330 mil soldados».
3. ↑  Churchill, Winston (2005).  Winston S. Churchill, ed. Never Give In! The Best of Winston Churchill's Speeches (en inglés). Hyperion. ISBN 978-0786888702.
4. ↑  Safire, William, ed. (2004). Lend me your ears: great speeches in history (Updated and expanded edición). Norton. ISBN 978-0-393-05931-1. Consultado el 23 de octubre de 2023.
5. ↑  «El paŕon nazi que facilitó Dunkerque | lavanguardia.com».
6. ↑  Thompson, 2011, p. 9.
7. ↑  Thompson, 2011, p. 7.
8. ↑  Thompson, 2011, p. 305.
9. 1 2  Jackson, 2003, p. 33.
10. ↑  Roth, 2010, p. 6.
11. ↑  Kaufmann y Kaufmann, 2007, p. 23.
12. ↑  Jackson, 2003, p. 32.
13. ↑  Melvin, 2010, p. 140.
14. ↑  Lemay, 2010, pp. 98–102.
15. 1 2  Forczyk, 2010, pp. 11–14.
16. ↑  Melvin, 2010, p. 145.
17. ↑  Melvin, 2010, p. 132.
18. ↑  Shirer, 1960, p. 713.
19. ↑  Thompson, 2011, p. 37.
20. ↑  Thompson, 2011, p. 26.
21. ↑  Churchill, 1949, Map, p. 33.
22. ↑  Atkin, 1990, pp. 74–75.
23. ↑  Churchill, 1949, p. 47.
24. ↑  Thompson, 2011, pp. 64–65.
25. 1 2 3  Atkin, 1990, p. 123.
26. 1 2  Churchill, 1949, pp. 58–59.
27. ↑  Thompson, 2011, p. 98.
28. 1 2  Shirer, 1960, p. 728.
29. ↑  Thompson, 2011, Map, p. 61.
30. ↑  Lord, 1983, pp. 43–44.
31. ↑  Churchill, 1949, p. 100.
32. ↑  Atkin, 1990, p. 124.
33. ↑  Churchill, 1949, p. 65.
34. ↑  Churchill, 1949, p. 57.
35. ↑  Churchill, 1949, p. 84.
36. ↑  Churchill, 1949, pp. 78–79.
37. ↑  Shirer, 1960, Pie de nota, p. 736.
38. ↑  Lemay, 2010, p. 152.
39. ↑  Noakes y Pridham, 1988, p. 167.
40. ↑  Army Group A War Diary,.
41. ↑  OKW Jodl Diary,.
42. 1 2  Lord, 1983, pp. 28–35.
43. 1 2  Cooper, 1978, pp. 230–31.
44. ↑  Atkin, 1990, p. 120.
45. ↑  Lemay, 2010, p. 150.
46. ↑  Noakes y Pridham, 1988, pp. 167–68.
47. ↑  Costello, 1991, p. 175.
48. ↑  Hinsley, 1994, p. 31.
49. ↑  Cooper, 1978, p. 232.
50. ↑  Cooper, 1978, p. 235.
51. ↑  Kilzer, 2000, p. 63.
52. ↑  Noakes y Pridham, 1988, p. 168.
53. ↑  Churchill, 1949, p. 76.
54. ↑  Lemay, 2010, p. 149.
55. ↑  Guderian, 2001, Pie de nota, p. 117.
56. ↑  Shirer, 1960, p. 731.
57. ↑  Lemay, 2010, p. 153.
58. ↑  Hart, 1948.
59. ↑  Atkin, 1990, p. 145.
60. ↑  Thompson, 2011, pp. 59, 75.
61. ↑  Miller, 1997, p. 83.
62. ↑  Atkin, 1990, p. 122.
63. ↑  Gelb, 1990, p. 82.
64. ↑  Liddell Hart, 1999, p. 78.
65. 1 2 3 4 5  Thompson, 2011, p. 306.
66. ↑  Churchill, 1949, p. 106.
67. ↑  Churchill, 1949, pp. 100–01.
68. 1 2  Atkin, 1990, p. 150.
69. 1 2  Atkin, 1990, p. 149.
70. ↑  Thompson, 1953, p. 62.
71. 1 2  Thompson, 2011, p. 228.
72. ↑  Jackson, 1974, pp. 116–117.
73. 1 2  Jackson, 1974, p. 117.
74. ↑  Shirer, 1960, Footnote, p. 736.
75. ↑  Atkin, 1990, p. 119.
76. 1 2  Churchill, 1949, p. 97.
77. ↑  Atkin, 1990, p. 144.
78. ↑  Fermer, 2013, p. 208.
79. 1 2  Richardson, 2010, p. 32.
80. ↑  Shirer, 1960, p. 729.
81. ↑  Churchill, 1949, p. 96.
82. ↑  Smith, 2011, p. 138.
83. ↑  Jackson, 1974, p. 118.
84. ↑  Thompson, 2011, p. 226.
85. ↑  Thompson, 2011, pp. 84, 94.
86. ↑  Atkin, 1990, pp. 150–51.
87. ↑  Thompson, 2011, pp. 88, 97.
88. ↑  Lord, 1983, p. 243.
89. ↑  Jackson, 1974, p. 119.
90. ↑  Churchill, 1949, p. 115.
91. ↑  Murray y Millett, 2000, p. 80.
92. ↑  Keegan, 1989, p. 81.
93. ↑  Churchill, 1949, p. 109.
94. ↑  Liddell Hart, 1999, p. 79.
95. 1 2  Shirer, 1960, p. 737.
96. ↑  Liddell Hart, 1999, p. 80.
97. ↑  Dunkirk 1940.org,.
98. ↑  Bajwa, 2013.
99. ↑  Gojkovic, 2017.
100. ↑  Shephard, 2003, p. 169.